# ۶۹۴ (قمری)
۶۹۴ (قمری)، ششصد و نود و چهارمین سال در گاهشماری هجری قمری است. اول محرم این سال برابر با بیستم نوامبر سال ۱۲۹۴ میلادی است.